# Pace di Bartolo
Pace di Bartolo (anche Pace da Faenza) (fl. XIV secolo) è stato un pittore italiano, attivo ad Assisi tra il 1344 e il 1368.

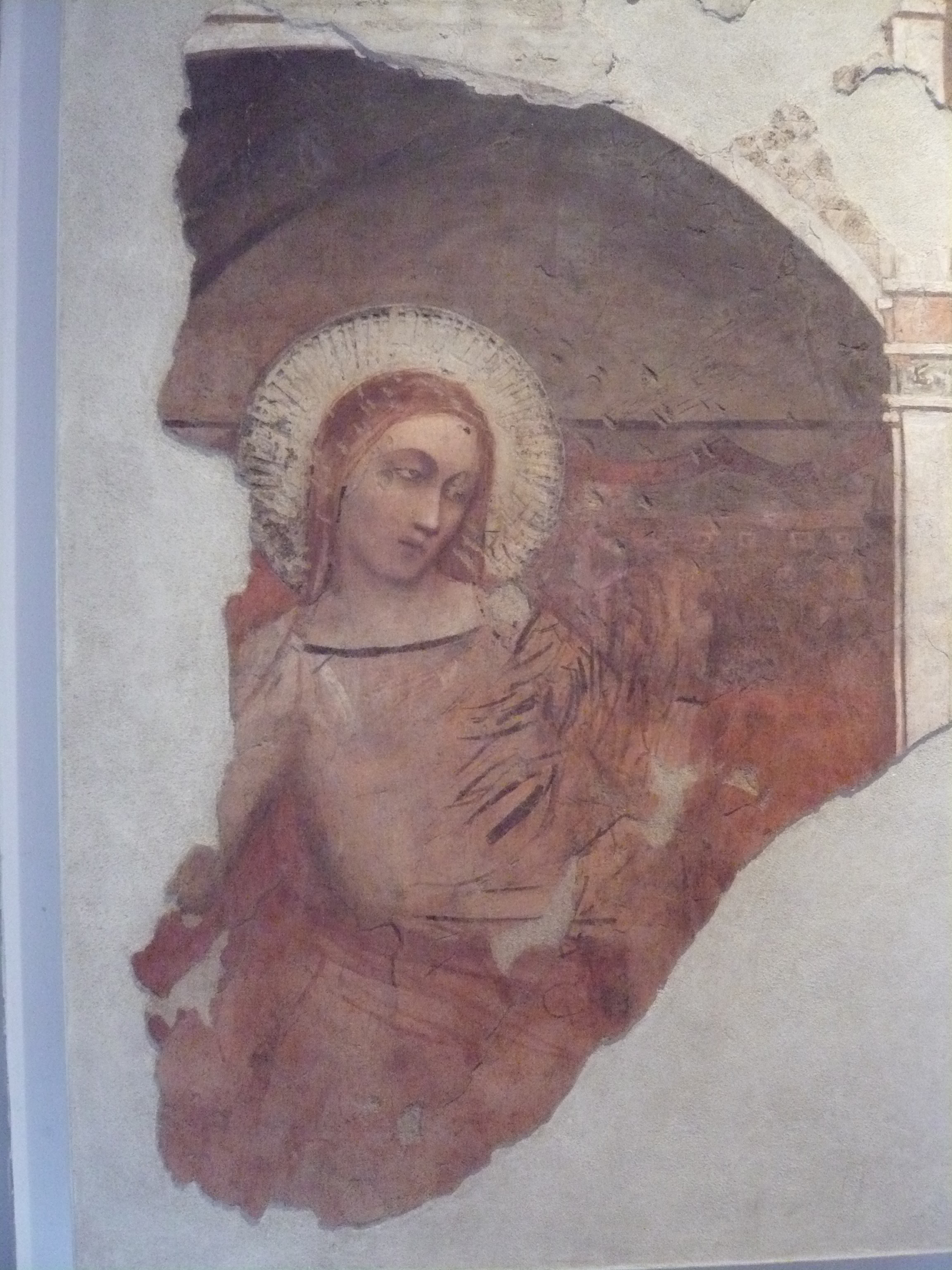
Pace di Bartolo - Annunciazione particolare con la Vergine - Palazzo Vallemani, Assisi.

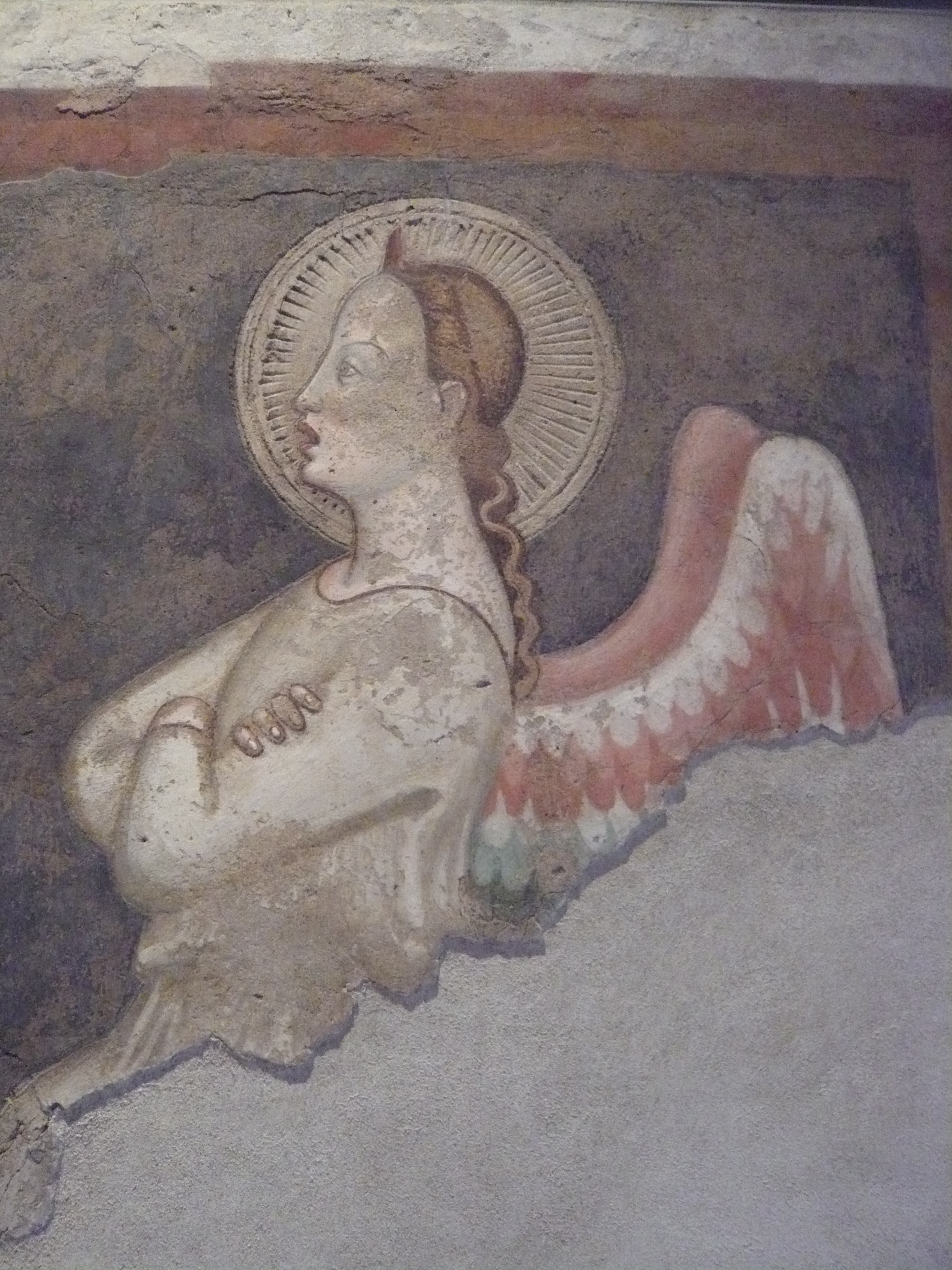
Pace di Bartolo - Annunciazione particolare con l'arcangelo Gabriele - Palazzo Vallemani, Assisi.

Il Vasari cita tra gli allievi di Giotto anche un Pace da Faenza, a cui attribuisce gli affreschi sulla facciata della chiesa di san Giovanni decollato a Bologna ed altri lavori nella chiesa di San Francesco a Forlì e nella cappella di Sant'Antonio ad Assisi: purtroppo, tali opere sono ormai perdute. Sempre secondo il Vasari, aveva un talento speciale per rappresentare le piccole figure. Si ipotizza, tuttavia, che Vasari abbia potuto fondere nel suo "Pace da Faenza" due diversi pittori: Pace di Bartolo e Pace di Ottone; ma non è facile dirimere la questione.
La presenza di Pace di Bartolo ad Assisi è documentata a partire dal 1344, poiché lavorava per la confraternita di Santo Stefano. Un documento attesta nel 1363 il pagamento a Pace per gli affreschi di una icona in vicolo santo Stefano.
Verso il 1354 probabilmente realizzò degli affreschi nella cappella di sant'Antonio abate in San Francesco ad Assisi; è stato ritrovato nel Sacro Convento un documento coevo del 1354 per il pagamento di un artista di nome Pace, così da accreditarne la paternità.
Nel 1367 un altro documento attesta il pagamento effettuato per un affresco che raffigura papa Urbano V ed altri affreschi su alcune delle nuove porte della città di Assisi. A quel tempo risultava essere cittadino di Assisi.
L'ultimo documentato che lo cita risale al 1368, quando era attivo alle pitture per la tomba del cardinale Egidio Albornoz nella Basilica di San Francesco e forse fu anche collaboratore di Andrea de’ Bartoli per gli altri affreschi della cappella di Santa Caterina nella stessa basilica.